# Wiśniowa (powiat strzyżowski)
Wiśniowa – wieś w Polsce położona w województwie podkarpackim, w powiecie strzyżowskim, siedziba gminy Wiśniowa.
W latach 1975–1998 miejscowość należała administracyjnie do województwa rzeszowskiego.
W miejscowości swoją siedzibą ma parafia NMP Królowej Świata, należąca do dekanatu Frysztak, diecezji rzeszowskiej.

## Części wsi
| SIMC    | Nazwa    | Rodzaj    |
| ------- | -------- | --------- |
| 0667649 | Balice   | część wsi |
| 0667655 | Piasek   | część wsi |
| 0667661 | Stawiska | część wsi |

## Historia
Pierwsza wzmianka o wsi pojawiła się w źródłach po 1338 r., kiedy te dobra odziedziczył po śmierci Mikołaja Bogorii herbu Bogoria (wojewody krakowskiego, doradcy Władysława Łokietka), jego krewny Peszko Bogoria podpisujący się z Wiśniowej. Po nim otrzymał je w 1366 ulubiony krewniak arcybiskupa gnieźnieńskiego Jarosława z Bogorii i Skotnik, Mikołaj z Kożuchowa. Wydał oświadczenie, że jedenaście niw, czy błoni (campos seu agros), leżących w dolinie Wisłoka, między Markuszową, Kożuchowem i Wiśniową, i rozproszonych, choć głównie leżących na terenie obecnej Kalembiny, a dzierżawionych przez niego, należy do opactwa koprzywnickiego. Dokument wyliczając błonia podaje nazwy każdego z nich, które świadczą o istniejących lub też tworzących się nowych wsiach, jak: Markuszowa, Niewodna, Wiśniowa, Pstrągówka. Na kolejną notatkę można trafić w 1377, gdzie wieś zapisana jest jako własność rodu Bogoriów.
Mikołaj Kamieniecki herbu Pilawa, starosta sanocki, odziedziczył Wiśniową po ojcu Henryku Kamienieckim. Kolejne lata przyniosły wiele zmian właścicieli, by w 1581 roku trafić w ręce Seweryna Bonera. Miejscowość została zniszczona 16 marca 1657 roku przez wojska węgierskie Jerzego II Rakoczego. Po Bonerach, w drodze spadkowej, wieś przechodzi w ręce Firlejów, następnie posiadają ją Mniszchowie i Bogatki.
W 1867 Wiśniowa razem z Jazową przechodzi na własność Walerii z Tarnowskich i Franciszka Mycielskich, który przybył do Galicji z Wielkopolski. Rodzina Mycielskich pełniła w latach 30. XX wieku mecenat wobec rozwijających się artystów. W majątku gościli: Jan Cybis, Hanna Rudzka-Cybisowa, Józef Czapski, Tytus Czyżewski, Hanna Rudzka-Cybisowa, Leon Chwistek, Felicjan Kowarski i jego żona Jadwiga Kowarska, Jacek Malczewski, Józef Mehoffer, Tadeusz Stryjeński, Czesław Rzepiński, Zbigniew Pronaszko, Bernardino Rizzi – założyciel chóru Cecyliańskiego w Krakowie, Tadeusz Szeligowski oraz Karol Hubert Rostworowski. Owocami ich pobytu pozostały obrazy przedstawiające okolicę.
Urodził się tu:
- Tadeusz Jachimek

## Zabytki

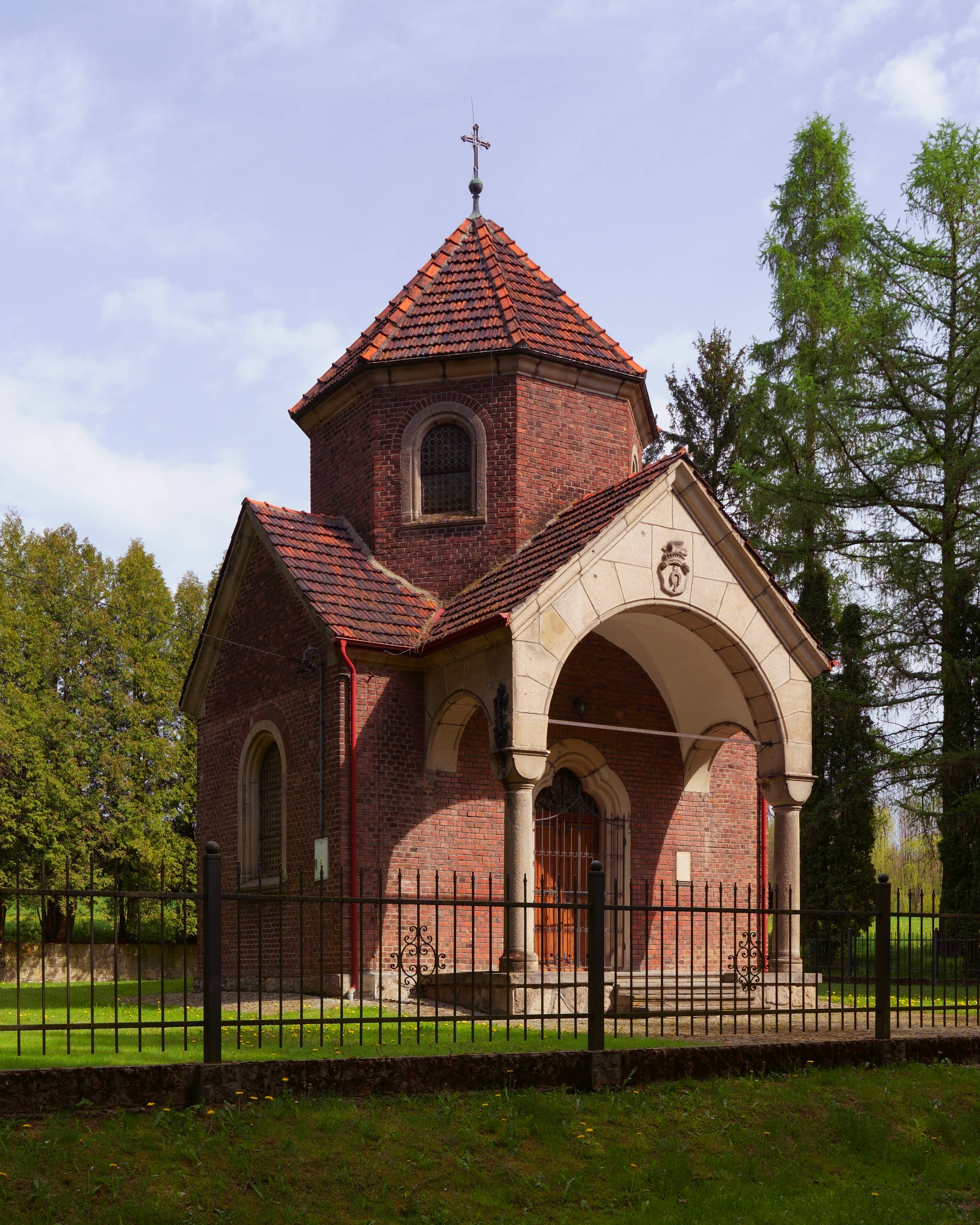
Kaplica grobowa w zespole dworskim

Obiekty wpisane do rejestru zabytków nieruchomych województwa podkarpackiego.
- Zespół dworski i folwarczny.

## Komunikacja
W miejscowości zbiegają się dwie drogi wojewódzkie:
- droga wojewódzka nr 986, Tuszyma – Wiśniowa
- droga wojewódzka nr 988, Babica – Warzyce.

## Sport
W miejscowości, od 1946 roku, działa klub piłki nożnej, Wisłok Wiśniowa.